# تیجمن نیهاش
تیجمن نیهاش (زاده ۲۵ ژوئیه ۱۹۹۸) یک بازیکن فوتبال اهل هلند است. وی برای باشگاه ام‌وی‌وی ماستریخت بازی می‌کند.